# Mì ăn liền
Mì ăn liền (cách gọi chủ yếu được dùng trong ngôn ngữ viết, ít khi được dùng trong ngôn ngữ nói), còn gọi là mì tôm (cách gọi trong phương ngữ tiếng Việt miền Bắc), mì gói (phương ngữ tiếng Việt miền Nam), là một sản phẩm ngũ cốc ăn liền, dạng khô và được đóng gói cùng gói bột súp, dầu gia vị, nguyên liệu sấy khô,… Gia vị thường được đóng thành từng gói riêng hoặc được rót sẵn chung với vắt mì (mì ly). Khi ăn chỉ cần đổ nước sôi vào hoặc có thể ăn sống. Sản phẩm này đặc trưng bằng việc sử dụng quá trình gelatin hóa sơ bộ và khử nước bằng cách chiên (mì chiên) hoặc sấy (mì không chiên).
Nguyên liệu chính tạo nên vắt mỳ là bột lúa mì, dầu dùng để chiên mì là dầu cọ, phối trộn cùng là nước và một số thành phần phụ gia, gia vị khác. Màu vàng của vắt mì được tạo nên từ chiết xuất củ nghệ hoặc chiết xuất trái dành dành, bên cạnh đó E102 cũng được dùng trong hàm lượng cho phép. Các thành phần phổ biến trong gói bột xúp là muối, đường, bột ngọt, hạt nêm… Gói dầu gồm dầu tinh luyện được nấu chung với các gia vị như hành, tỏi, rau om… Mì chiên phổ biến ở Châu Á trong khi mì không chiên lại phổ biến ở các nước phương Tây.
Mì ăn liền được phát minh bởi Ando Momofuku, người sáng lập Tập đoàn Nissin Foods tại Nhật Bản. Sản phẩm được ra mắt vào năm 1958 với thương hiệu Chikin Ramen. Năm 1971, Nissin giới thiệu Cup Noodles, sản phẩm mì ly đầu tiên. Mì ăn liền được bán trên thị trường toàn thế giới dưới nhiều thương hiệu.
Ramen, một loại mì nước của Nhật Bản, đôi khi được một số nhà sản xuất mì ăn liền Nhật Bản sử dụng làm mô tả cho hương vị mì ăn liền. Nó đã trở thành đồng nghĩa ở Mỹ cho tất cả các sản phẩm mì ăn liền.
Do tính linh hoạt của mì ăn liền có thể được dùng thay thế cho các loại mì sợi điển hình. Nó được sử dụng để làm các món ăn như ramen, budae-jjigae (món hầm của quân đội Hàn Quốc) và sao miến (mì xào, 炒麵).

## Lịch sử

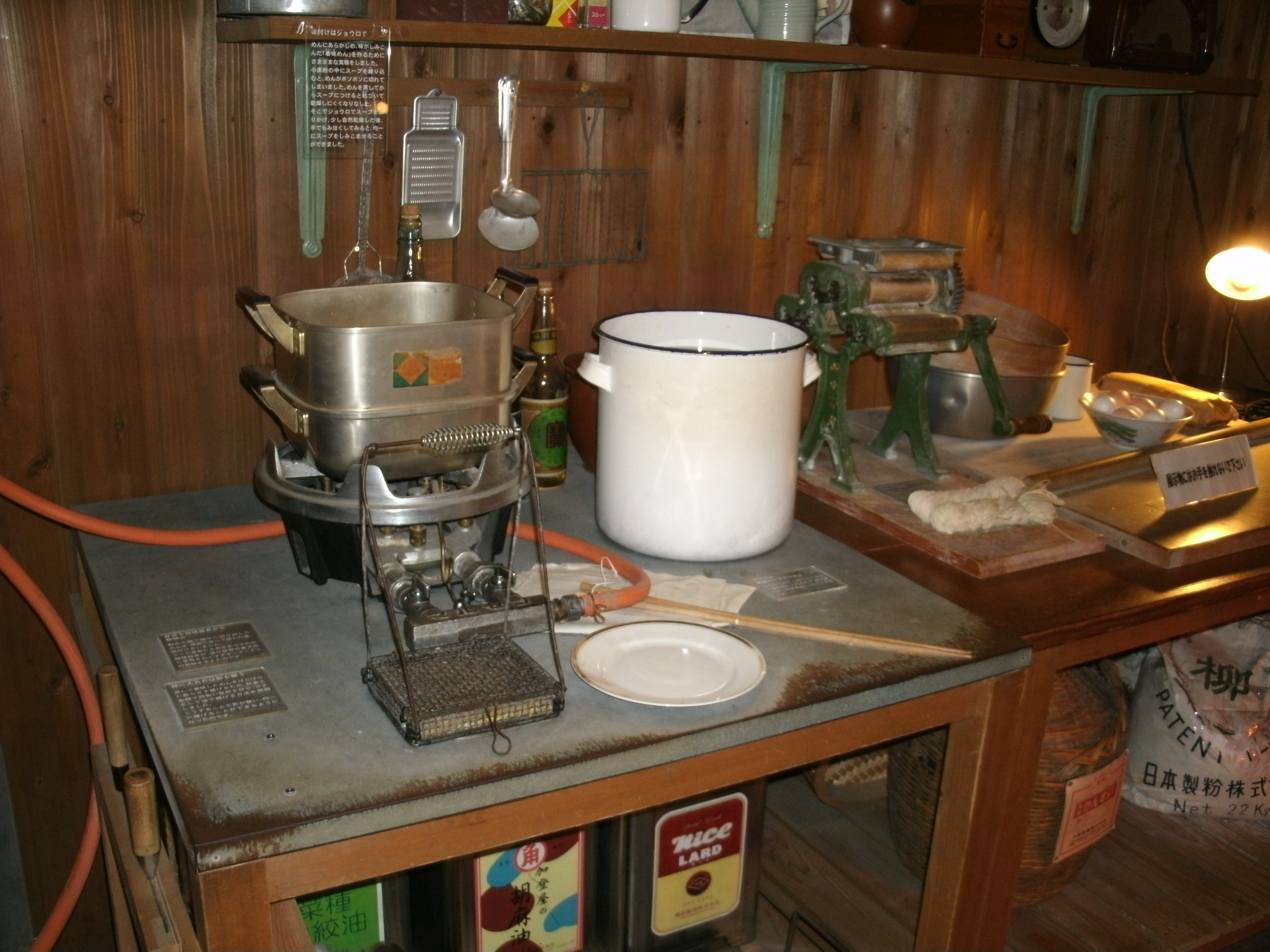
Tái hiện xưởng của Ando Momofuku, nơi ông tạo ra mì ăn liền, Bảo tàng CupNoodles Osaka Ikeda.

Lịch sử của mì ở Trung Quốc có từ nhiều thế kỷ trước và có bằng chứng cho thấy một loại mì được luộc sau đó chiên và dùng trong xúp tương tự như mì chỉ (Yi noodles) có từ thời Trung Quốc cổ đại. Theo truyền thuyết, vào triều đại nhà Thanh, một đầu bếp đã cho mì trứng đã nấu chín vào để luộc. Để cứu chữa món ăn, anh vớt ra và chiên trong dầu nóng và phục vụ chúng như một món xúp. Theo Tạp chí Thực phẩm Dân tộc, bao bì mì ăn liền ban đầu được dán nhãn "mì Yi".
Mì ăn liền hiện đại được tạo ra bởi nhà phát minh người Nhật gốc Đài Loan Ando Momofuku ở Nhật Bản. Sản phẩm được đưa ra thị trường lần đầu tiên vào ngày 25 tháng 8 năm 1958 bởi công ty của Ando, Nissin, dưới tên thương hiệu là Chikin Ramen.
Ando đã phát triển toàn bộ phương pháp sản xuất mì chiên nhanh từ quy trình làm mì, hấp, tẩm gia vị, đến khử nước trong nhiệt dầu, tạo ra mì "ăn liền". Điều này làm khô mì và giúp chúng có thời hạn sử dụng lâu hơn, thậm chí vượt cả mì đông lạnh. Mỗi vắt mì đã được tẩm gia vị trước và được bán với giá 35 yên. Mì ăn liền đã sẵn sàng để thưởng thức chỉ sau hai phút bằng cách cho nước sôi vào.
Do giá cả và sự mới lạ, Chikin Ramen ban đầu được coi là một mặt hàng xa xỉ, vì các cửa hàng tạp hóa Nhật Bản thường bán mì tươi với giá bằng 1/6. Mặc dù vậy, mì ăn liền cuối cùng đã trở nên phổ biến rộng rãi, đặc biệt là sau khi được quảng cáo bởi Mitsubishi Corporation. Ban đầu trở nên phổ biến trên Đông Á, Nam Á và Đông Nam Á, nơi mà giờ đây chúng đã được gắn chặt vào văn hóa địa phương của các khu vực đó, mì ăn liền cuối cùng đã lan sang và trở nên phổ biến ở hầu hết các nơi khác trên thế giới.
Với mối quan tâm về chất lượng tốt hơn, các nhà sản xuất đã cải thiện hơn nữa hương vị của mì ăn liền bằng cách thêm bột hương liệu vào một gói riêng biệt. Năm 1971, Nissin giới thiệu Nissin Cup Noodles, một loại mì ly mà nước sôi được thêm vào để nấu mì. Một sự đổi mới hơn nữa là thêm rau khô vào ly, tạo ra một món xúp hoàn chỉnh. Nó kết hợp các chức năng của vật liệu đóng gói, nồi khi đun nước và bát khi ăn mì. Trước sự gia tăng ý thức về sức khỏe gần đây, nhiều nhà sản xuất đã tung ra mì ăn liền với nhiều công thức chế biến tốt cho sức khỏe: mì với chất xơ và collagen, mì có nguyên liệu thật (tôm, thịt, xúc xích,...), mì chứa ít calo và muối.
Theo một cuộc thăm dò tại Nhật Bản vào năm 2000, "Người Nhật tin rằng phát minh tốt nhất của họ trong thế kỷ XX là mì ăn liền." Tính đến  năm 2019, khoảng 106,4 tỷ khẩu phần mì ăn liền được ăn trên toàn thế giới mỗi năm. Trung Quốc tiêu thụ 41,45 tỷ gói mì ăn liền mỗi năm - 39% lượng tiêu thụ thế giới, Indonesia - 12,52 tỷ, Ấn Độ - 6,73 tỷ, Nhật Bản - 5,63 tỷ, Việt Nam - 5,43 tỷ. 3 quốc gia tiêu thụ bình quân đầu người hàng đầu là Hàn Quốc - 75,1 khẩu phần, Nepal - 57,6 và Việt Nam - 56,9.

## Thành phần

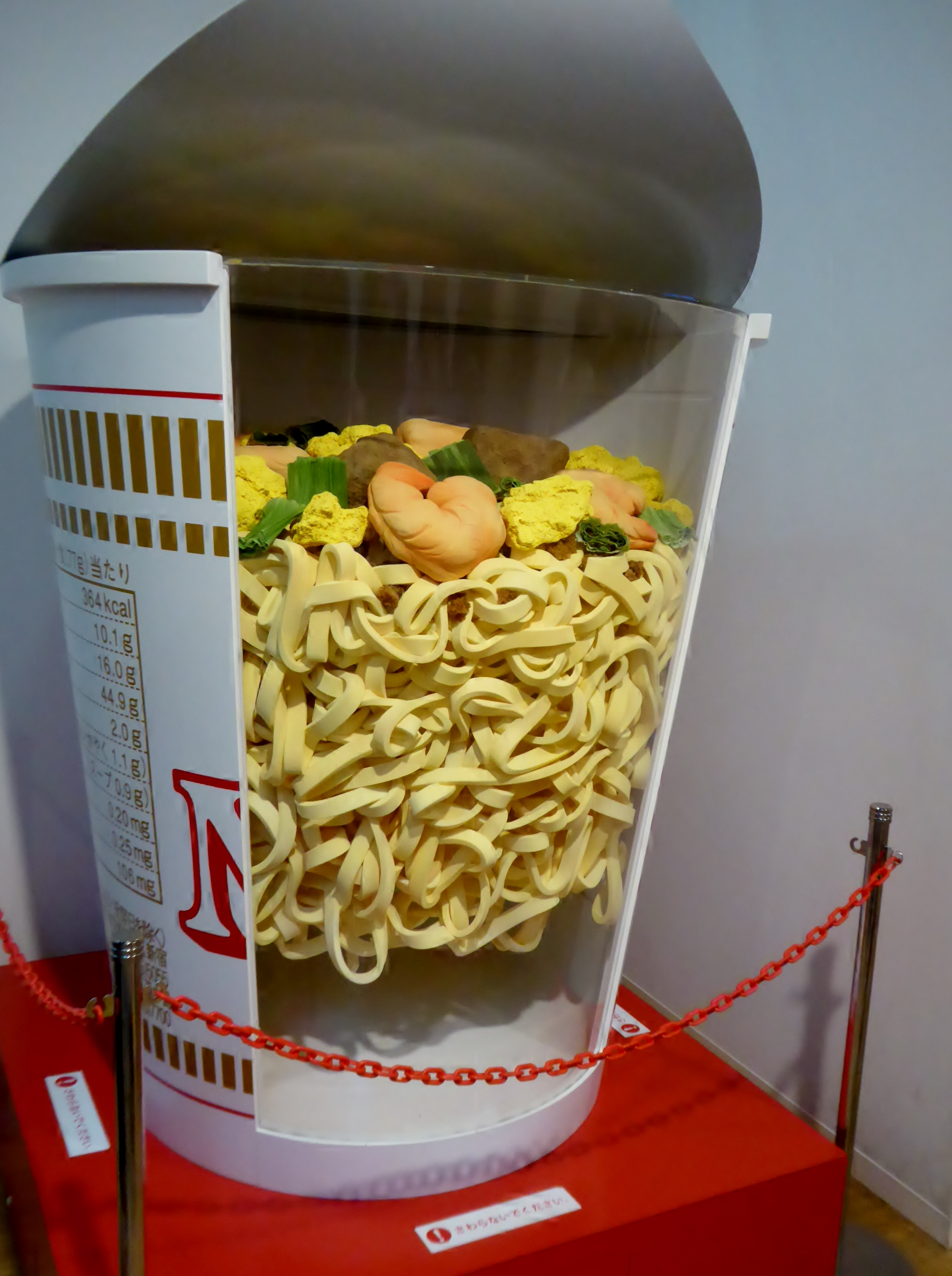
Mô hình một ly mì ăn liền

Thành phần chính trong mì ăn liền chính là bột lúa mì. Ngoài các thành phần chính, mì ăn liền chứa dầu cọ, các loại gia vị, nước và các thành phần khác. Biết được thành phần của mì ăn liền là rất quan trọng để hiểu được các tính chất vật lý - hóa học của sản phẩm. Do đó, chức năng của từng thành phần được liệt kê ở trên được nêu rõ dưới đây.

### Bột lúa mì
Mì có thể được làm từ các loại bột khác nhau chẳng hạn như bột lúa mì, bột gạo và bột kiều mạch.Tùy thuộc vào các loại khác nhau mà nhà sản xuất muốn làm. Đối với mì ăn liền, loại bột có 8,5-12,5% protein là tối ưu vì sợi mì phải chịu được quá trình sấy khô mà không bị đứt rời, đòi hỏi lượng protein trong bột cao hơn và trong quá trình chiên. Hàm lượng protein cao có thể giúp giảm hấp thu chất béo. Gluten được tạo thành từ glutenin và gliadin, là protein lúa mì quan trọng nhất tạo nên bột mì dẻo liên tục. Sự phát triển của cấu trúc gluten và mạng lưới giữa gluten và tinh bột trong quá trình nhào là rất quan trọng đối với tính đàn hồi và tính liên tục của bột nhào.

### Nước
Nước là nguyên liệu quan trọng thứ hai để làm mì sau bột. Quá trình hydrat hóa của bột nhào quyết định sự phát triển của cấu trúc gluten, điều này ảnh hưởng đến tính chất nhớt của bột nhào. Độ hút nước để làm bánh phở khoảng 30% - 38% khối lượng bột; Nếu mức độ hút nước quá cao, bột không thể hoàn thành quá trình hydrat hóa, và nếu mức độ hút nước quá thấp, bột sẽ quá dính để xử lý trong quá trình chế biến. Đối với mì ăn liền, khử nước là một bước quan trọng sau khi sản xuất mì vì nước có thể là môi trường thích hợp cho vi sinh vật. Tùy thuộc vào phương pháp khử nước, USDA có quy định về độ ẩm của mì ăn liền: đối với mì ăn liền được khử nước bằng cách chiên, độ ẩm không được vượt quá 8% và đối với những loại mì được khử nước bằng các phương pháp khác ngoài chiên, độ ẩm nội dung không được vượt quá 14,5%.

### Muối
Muối được thêm vào khi làm bột nhào để củng cố cấu trúc gluten và nâng cao đặc tính của bột nhào (như muối mỡ trừu/Shortening), và nó có thể làm cho sợi mì mềm và dai sựt hơn. Muối cũng cung cấp hương vị mặn mà cơ bản của mì và có thể che một số hương vị khác do bột mì và quá trình chế biến tạo ra. Một chức năng khác của muối là làm chậm hoạt động của các enzym, chẳng hạn như enzym phân giải protein, có thể làm gián đoạn cấu trúc gluten và sự phát triển của vi sinh vật. Muối kiềm, chẳng hạn như natri và kali cacbonat, có thể được thêm vào bột mì để tăng màu vàng của sản phẩm nếu cần vì các sắc tố flavonoid trong bột chuyển sang màu vàng ở mức độ pH kiềm, và sự tăng pH cũng có thể ảnh hưởng đến hoạt động của gluten, điều này có thể làm cho bột mì thậm chí còn dai hơn và ít kéo dài hơn (đối với một số loại mì, chẳng hạn như ramen Nhật Bản, điều này là cần thiết). Để làm mì tươi, lượng muối cho vào từ 1-3% khối lượng bột, nhưng đối với mì ăn liền, do thời gian sử dụng lâu hơn nên yêu cầu hàm lượng muối cao hơn. Một gói ramen chứa hơn một nửa lượng natri được khuyến nghị hàng ngày.

### Kansui
Kansui, một dung dịch kiềm thường có tỷ lệ 9: 1 giữa natri cacbonat và kali cacbonat, được thêm vào bột mì và nước khi làm ramen để giúp phát triển một số đặc điểm độc đáo của nó. Việc bổ sung kansui hỗ trợ sự phát triển gluten của mì cũng như thúc đẩy quá trình hồ hóa của tinh bột, cả hai đều góp phần tạo nên độ dẻo và dai đặc trưng của ramen. Ngoài ra, việc bổ sung kansui làm tăng màu vàng của mì ramen bằng cách mang lại sự chuyển đổi chromophoric của một số hợp chất được gọi là flavonoid có nguồn gốc từ bột mì.

### Dầu
Chiên là một quá trình khử nước phổ biến để sản xuất mì ăn liền. Do đó, dầu trở thành một thành phần quan trọng của mì ăn liền. Theo quy định của USDA, mì gói chiên bằng dầu không được có hàm lượng chất béo cao hơn 20% tổng trọng lượng. Dầu cọ luôn được chọn làm dầu chiên mì ăn liền vì phù hợp để sản xuất số lượng lớn, tính ổn định nhiệt và giá thành rẻ. Bên cạnh đó, khi ở nhiệt độ thường, dầu cọ ở dạng rắn, được tách lọc tự nhiên bằng phương pháp làm lạnh sẽ giúp hạn chế tối đa phát sinh trans fat. Ngoài chiên bằng dầu cọ, để tránh tạo ra mùi vị và các hợp chất có hại cho sức khỏe, một số mì ăn liền đã được khử nước bằng các cách khác ngoài chiên để giảm hàm lượng chất béo, ví dụ như mì không chiên dùng phương pháp sấy nhiệt gió, hàm lượng chất béo trung bình chỉ từ 1-2gram/vắt mì. Theo USDA, mì ăn liền chưa chiên nên có hàm lượng chất béo thấp hơn 3%.

### Tinh bột
Tinh bột khoai tây thường được thêm vào trong mì ăn liền để tăng cường đặc tính tạo bọt và khả năng giữ nước của mì. Đặc tính tạo keo có thể tăng cường độ đàn hồi và độ dai của mì ăn liền, đồng thời khả năng giữ nước có thể cải thiện độ bóng và mịn của mì sau khi nấu và rút ngắn thời gian nấu.

### Polyphosphates
Polyphosphate được sử dụng trong mì ăn liền như một chất phụ gia để cải thiện hồ hóa tinh bột trong quá trình nấu (bù nước) để cho phép giữ nước nhiều hơn trong mì. Thông thường 0,1% trọng lượng bột các hợp chất phosphat được thêm vào nước trước khi trộn và làm bột nhào.

### Hydrocolloids
Hydrocolloids như guar gum được sử dụng rộng rãi trong sản xuất mì ăn liền để tăng cường khả năng liên kết nước trong quá trình bù nước và rút ngắn thời gian nấu. Bột phụ  gia này được phân tán trong nước trước khi trộn và làm bột mì.

## Sản xuất
Thành phần chính trong mì ăn liền là bột lúa mì, tinh bột, nước, muối và/hoặc chất thay thế muối được gọi là kansui, một loại nước khoáng kiềm có chứa natri cacbonat và thường là kali cacbonat, cũng như đôi khi một lượng nhỏ axit photphoric.
Các loại mì cụ thể có thể được làm từ hỗn hợp bột mì và các loại bột khác như kiều mạch. Có nhiều biến thể đối với các thành phần được sử dụng tùy thuộc vào quốc gia xuất xứ về hàm lượng muối và hàm lượng bột. Hiện nay, một số công nghệ đã sản xuất được vắt mì có thành phần từ rau củ.
Quá trình sản xuất mì bắt đầu bằng việc trộn bột, bột mì và các loại nguyên liệu được trộn đều trong nước để tạo thành một hỗn hợp đồng nhất. Bột được ủ trong một khoảng thời gian, rồi được nhào nặn sau đó. Sau khi nhào, bột sẽ được tạo thành hai tấm, rồi cán thành một tấm bột duy nhất bằng cách được đưa qua hai con lăn quay. Quá trình này được lặp lại để phát triển gluten dễ dàng hơn khi tấm bột mì được đưa qua các con lăn nhiều lần. Điều này sẽ tạo ra kết cấu sợi dai có trong mì ăn liền. Khi mì ở dạng tấm lớn được tạo ra đến độ dày mong muốn bằng cách điều chỉnh khoảng cách trong các cuộn, nó sẽ được cắt thành sợi ngay.
Mì gợn sóng được làm trên một băng chuyền có nhịp độ chậm hơn tốc độ dao cắt, tạo cho sợi mì có hình dạng gợn sóng. Nếu các sợi được tạo thành các hình dạng khác, thì gia vị lỏng cũng có thể được thêm vào. Khi sợi mì đã được định hình, chúng có thể sẵn sàng để hấp trong vòng 1-5 phút ở 100 °C (212 °F) để cải thiện kết cấu của nó bằng cách hồ hóa tinh bột của mì. Khi hấp, việc bổ sung nước và nhiệt sẽ phá vỡ cấu trúc xoắn và độ kết tinh của amyloza. Amyloza bắt đầu khuếch tán ra khỏi hạt tinh bột và tạo thành một chất nền gel xung quanh hạt.

### Làm khô
Tiếp theo, mì có thể được làm khô bằng một trong hai cách: chiên hoặc sấy bằng khí nóng. Mì chiên được làm khô bằng cách chiên dầu trong 1–2 phút ở nhiệt độ 140–160 °C (284–320 °F).Quá trình chiên làm giảm độ ẩm từ 30–50% xuống còn 2–5%. Các loại dầu phổ biến được sử dụng để chiên ở Bắc Mỹ bao gồm dầu hạt cải, hạt bông và hỗn hợp dầu cọ, trong khi chỉ dầu cọ hoặc dầu olein được sử dụng ở Châu Á. Mì sấy khô (mì không chiên) được làm khô trong 30–40 phút trong không khí nóng ở nhiệt độ  70–90 °C (158–194 °F), dẫn đến độ ẩm từ 8–12%. Trong quá trình làm khô, sự bay hơi nhanh chóng của nước tạo ra các lỗ rỗng trên toàn bộ bề mặt sợi mì, cho phép thời gian nấu thành phẩm ngắn. Trong trường hợp mì chiên, việc tạo ra các lỗ xốp có liên quan trực tiếp đến việc hấp thụ chất béo vào sợi mì. Hơn 80% mì ăn liền được chiên vì nó cho sợi mì khô đều hơn so với sấy bằng không khí nóng có thể gây ra kết cấu không như mong muốn của mì thành phẩm và cũng mất thời gian nấu lâu hơn. Tuy nhiên, với mì chiên, hàm lượng dầu khoảng 15-20% và làm giảm thời hạn sử dụng của mì do quá trình oxy hóa trong khi mì được làm khô bằng không khí nóng, hàm lượng dầu chỉ tối đa 3%.

### Đóng gói

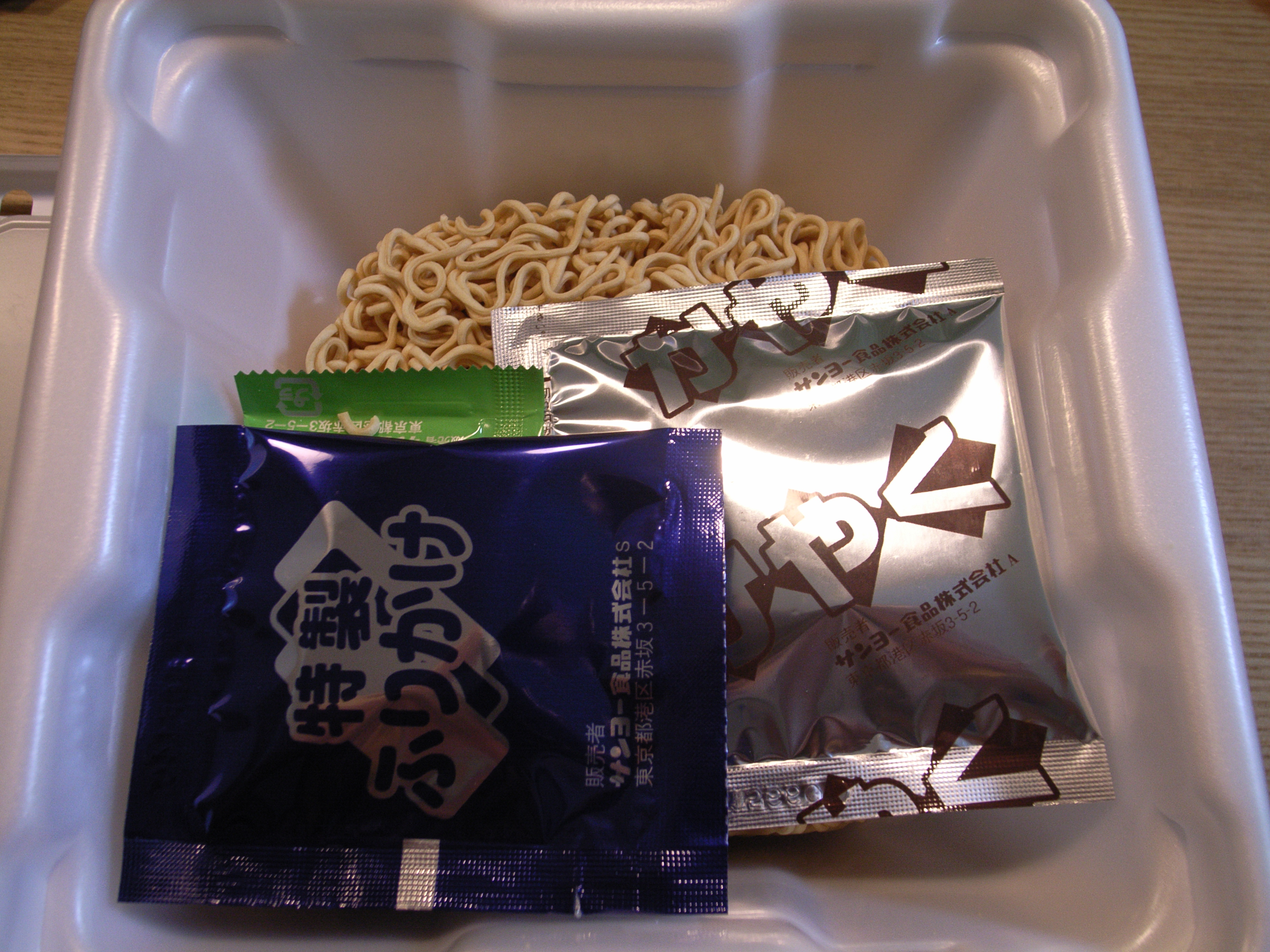
Gói gia vị mì ăn liền, thành phần của gói yakisoba ăn liền Nhật Bản

Trước khi đóng gói với gia vị, mì được làm nguội sau khi làm khô (chiên hoặc sấy), và kiểm tra chất lượng độ ẩm, màu sắc và hình dạng của chúng. Bao bì của mì bao gồm các màng không thấm nước và không khí. Có hai dạng mì ăn liền đóng gói, một dạng gói với gia vị được cung cấp trong các gói nhỏ bên trong, hoặc một ly mì có gia vị phía trên sợi mì. Sợi mì có nhiều hương vị khác nhau tùy thuộc vào loại mì nào được thêm vào gia vị. Trong các ly mì ăn liền, protein đậu nành và các loại rau và thịt khử nước thường được thêm vào để tăng thêm hương vị. Công nghệ sản xuất hiện đại cho phép thêm vào các gói nước xốt, xúp sệt, nguyên liệu thật như tôm nõn, thịt viên, xúc xích. Thời hạn sử dụng của mì ăn liền từ 4–12 tháng, tùy thuộc vào các yếu tố môi trường. Tính ổn định của chúng đến từ hàm lượng natri cao với độ ẩm thấp và hoạt độ nước thấp. Có thể dùng mì ăn liền sau 1–2 phút trong nước đun sôi hoặc ngâm trong nước nóng từ 3–4 phút.

### Nhu cầu mì ăn liền toàn cầu[21]
| Quốc gia                                                       | 2012-2013 | 2014-2015 | 2015-2016 | 2016-2017 | 2017-2018 | 2019-nay |
| -------------------------------------------------------------- | --------- | --------- | --------- | --------- | --------- | -------- |
| Trung Quốc                                                     | 44,40     | 40,43     | 38,52     | 38,97     | 40,25     | 41,45    |
| Indonesia                                                      | 13,43     | 13,20     | 13,01     | 12,62     | 12,54     | 12,52    |
| Ấn Độ                                                          | 5,34      | 3,26      | 4,27      | 5,42      | 6,06      | 6,73     |
| Nhật Bản                                                       | 5,50      | 5,54      | 5,66      | 5,66      | 5,78      | 5,63     |
| Việt Nam                                                       | 5,00      | 4,80      | 4,92      | 5,06      | 5,20      | 5,43     |
| Hoa Kỳ                                                         | 4,28      | 4,08      | 4,10      | 4,13      | 4,52      | 4,63     |
| Hàn Quốc                                                       | 3,59      | 3,65      | 3,83      | 3,74      | 3,82      | 3,90     |
| Philippines                                                    | 3,32      | 3,48      | 3,40      | 3.75      | 3.98      | 3,85     |
| Thái Lan                                                       | 3,07      | 3,07      | 3,36      | 3,39      | 3,46      | 3,57     |
| Brasil                                                         | 2,37      | 2,37      | 2,37      | 2.25      | 2.39      | 2,45     |
| Nigeria                                                        | 1,52      | 1,54      | 1,65      | 1,73      | 1,82      | 1,92     |
| Nga                                                            | 1,94      | 1,84      | 1,57      | 1,78      | 1,85      | 1,91     |
| Nepal                                                          | 1,11      | 1,19      | 1,34      | 1,48      | 1,57      | 1,64     |
| Malaysia                                                       | 1,34      | 1,37      | 1,39      | 1,31      | 1,37      | 1,45     |
| México                                                         | 0,90      | 0,85      | 0,89      | 0,96      | 1,18      | 1,22     |
| Tính bằng tỷ khẩu phần ăn. Nguồn: Hiệp hội Mì ăn liền Thế giới |           |           |           |           |           |          |

## Vấn đề an toàn và sức khoẻ

### Giá trị dinh dưỡng

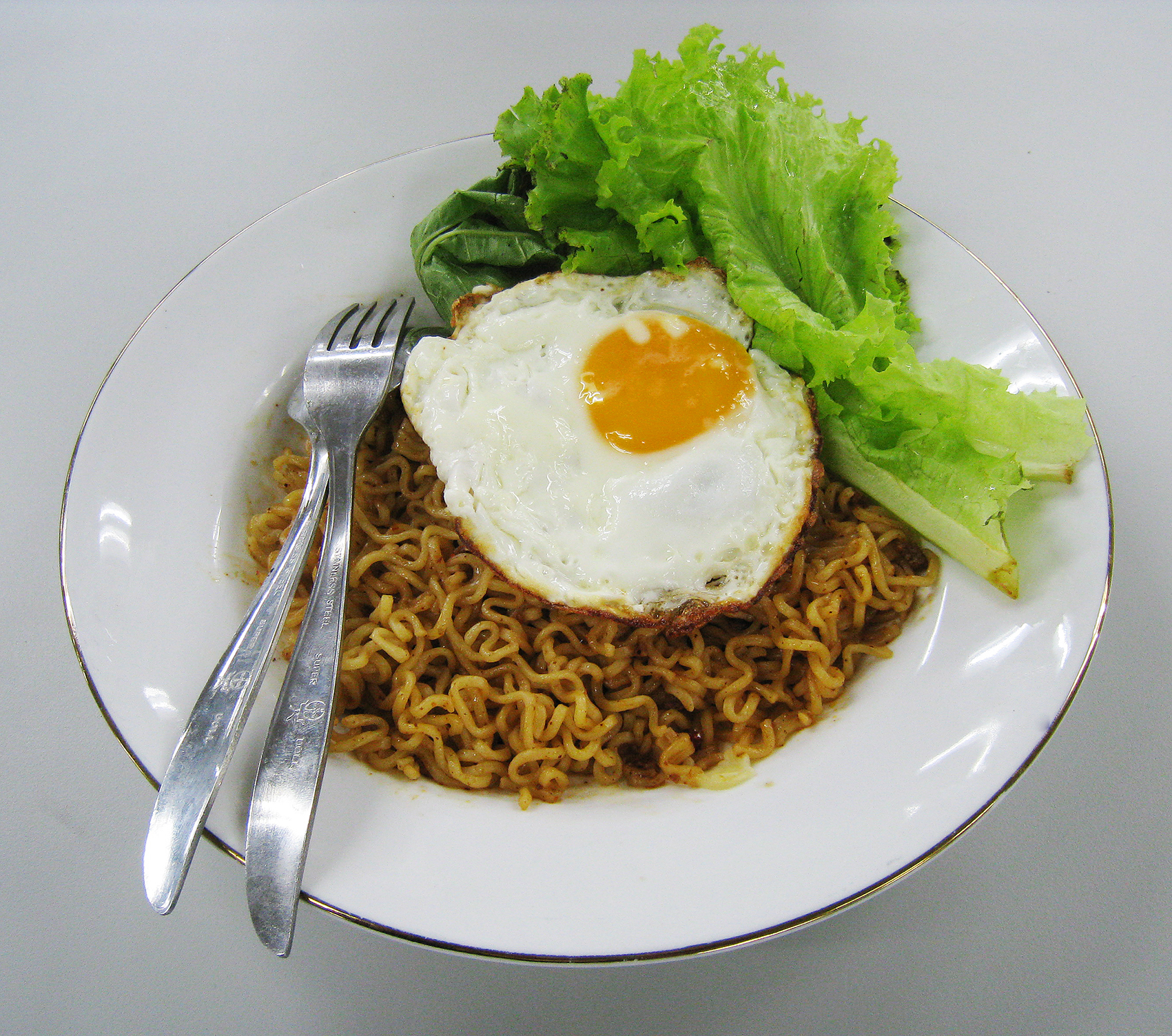
Một đĩa mì ăn liền với trứng ốp la và rau. Mì ăn liền sẽ cần các thành phần bổ sung như trứng hoặc rau để tăng thêm giá trị dinh dưỡng.

Mì ăn liền thường bị chỉ trích là không lành mạnh hoặc thức ăn rác.
Một phần mì ăn liền có nhiều chất bột đường, muối và chất béo nhưng lại ít chất đạm, chất xơ, vitamin và các khoáng chất cần thiết.
Một gói mì ăn liền bao gồm chất bột đường, chất béo và một ít chất đạm. Mì ăn liền thuộc nhóm thực phẩm cung cấp chất bột đường, tạo năng lượng, nên khi sử dụng, để đảm bảo cân bằng dinh dưỡng, chúng ta nên phối hợp với các loại thực phẩm ở nhóm cung cấp chất đạm (như thịt, hải sản, trứng…) và nhóm cung cấp vitamin, khoáng chất, chất xơ (rau các loại, giá đỗ…). Trong trường hợp quá bận rộn không có nhiều thời gian, chúng ta có thể ăn tô mì úp nhưng sau đó ăn thêm trái táo, quả chuối hay ly nước trái cây và ăn vài miếng phô mai (hoặc quả trứng, ly sữa).

### Gây nóng trong người[26]
Mì ăn liền là một loại thực phẩm thông dụng, tiện lợi và được nhiều người sử dụng trong cuộc sống hàng ngày. Đi sâu vào tìm hiểu sẽ thấy một gói mì ăn liền hoàn chỉnh thường bao gồm 2 thành phần chính là vắt mì và các gói gia vị đi kèm:
-  Vắt mì: thành phần chính là bột lúa mì chứ không phải từ bột củ khoai mì như mọi người thường nghĩ. Màu vàng được tạo nên từ chiết xuất củ nghệ.
-  Gói rau sấy: hành lá, bắp ngô, cải thảo, cà rốt, bạc hà,…
-  Gói súp: muối; đường, bột ngọt, tiêu, ớt, tỏi  cùng các loại bột tôm, thịt gà, thịt heo,…
-  Gói dầu gia vị: dầu tinh luyện và trích ly tinh chất, mùi hương của hành tím, tỏi, ớt, ngò om…
Ở một số loại mì cao cấp sẽ có thêm gói thịt hầm hoặc các nguyên liệu sấy như tôm, trứng, thịt gà, thịt heo.
Theo y học hiện đại, không có thực phẩm nào là nóng hay lạnh, do đó, khó có thể nói thực phẩm là nguyên nhân gây nóng trong người. Đối với y học cổ truyền, thực phẩm nóng không hẳn là nguyên nhân gây nóng vì cơ thể mỗi người lại có thể hàn (lạnh) và thể nhiệt (nóng) khác nhau, nên quan trọng nhất là cân bằng hàn – nhiệt với chế độ dinh dưỡng hợp lý.
Xét về mặt giá trị dinh dưỡng, trung bình, một gói mì ăn liền loại thông dụng (75g) chứa chủ yếu là chất bột đường (40g-50g); 13g -17g chất béo và thường không ít hơn 6,8g đạm, có thể cung cấp cho cơ thể 300-350Kcal (tương đương 15% -17% nhu cầu năng lượng mỗi ngày đối với người trưởng thành).
Do đó, không có thành phần nào của mì ăn liền là nguyên nhân gây nóng cho cơ thể. Chiếu theo phân nhóm thực phẩm thì mì ăn liền thuộc nhóm ngũ cốc và sản phẩm chế biến, cùng nhóm với gạo/cơm, cháo, bún, phở, bánh mì …được coi là thực phẩm cơ bản trong bữa ăn. Vì thế khi chế biến, bạn nên biến tấu, kết hợp mì ăn liền với các thực phẩm thuộc nhóm khác để có bữa ăn hoàn chỉnh, cân bằng dinh dưỡng.

### Yếu tố nguy cơ chuyển hóa tim
Việc tăng tiêu thụ mì ăn liền có liên quan đến bệnh béo phì và hội chứng chuyển hóa tim mạch ở Hàn Quốc, quốc gia có mức tiêu thụ mì ăn liền bình quân đầu người cao nhất (74,1 phần mì ăn liền cho mỗi người vào năm 2014) trên toàn thế giới.
Nghiên cứu bao gồm 3.397 sinh viên đại học (1.782 nam; 1.615 nữ) từ 18–29 tuổi tham gia kiểm tra sức khỏe. Phân tích thống kê sử dụng mô hình tuyến tính tổng quát điều chỉnh theo tuổi, chỉ số khối cơ thể, giới tính, thu nhập gia đình, hành vi liên quan đến sức khỏe và các yếu tố chế độ ăn uống khác quan trọng đối với nguy cơ chuyển hóa tim, cho thấy mối liên quan tích cực giữa tần suất tiêu thụ mì ăn liền và mức chất béo trung tính trong huyết tương, huyết áp tâm trương và mức đường huyết lúc đói ở mọi đối tượng.
So với nhóm có tần suất ăn mì ăn liền thấp nhất (≤ 1 lần/tháng), tỷ lệ chênh lệch đối với tăng triglycerid máu ở nhóm ăn ≥ 3 / tuần là 2,639 [khoảng tin cậy 95% (CI), 1,393–5,000] đối với tất cả các môn học, trong khi tỷ lệ này là 2,149 (95% CI, 1,045–4,419) và 5,992 (95% CI, 1,859–21,824) đối với sinh viên nam và nữ, tương ứng.
Ngoài ra, một nghiên cứu của các nhà nghiên cứu tại [Đại học Harvard] trên 10.711 người lớn (54,5% phụ nữ) từ 19–64 tuổi, báo cáo nguy cơ mắc hội chứng chuyển hóa cao hơn 68% ở những phụ nữ ăn mì gói thường xuyên hơn hai lần một tuần, nhưng không phải ở nam giới.

### Chì
Vụ việc nhiễm độc chì trong mì ăn liền của nhãn hiệu Maggi thuộc Tập đoàn Nestlé đã gây xôn xao ở Ấn Độ, với khoảng 7 lần giới hạn cho phép và một số bang của Ấn Độ cấm sản phẩm này cũng như ở Nepal.. Vào ngày 5 tháng 6 năm 2015, Cơ quan Tiêu chuẩn và An toàn Thực phẩm của Ấn Độ (FSSAI) đã cấm tất cả chín biến thể được phê duyệt của mì ăn liền Maggi từ Ấn Độ, coi chúng là "không an toàn và nguy hiểm" cho người tiêu dùng.

## Thị trường mì ăn liền

### Hàn Quốc
Theo số liệu do Tổng Công ty Thương mại nông thủy sản và thực phẩm Hàn Quốc vừa công bố ngày 19 tháng 12 năm 2018, tính tới tháng 11 vừa qua, kim ngạch xuất khẩu mì ăn liền của nước này đạt 385 triệu USD, tăng 11,2% so với cùng kỳ năm ngoái và cao hơn kim ngạch 381 triệu USD xuất khẩu mì ăn liền của cả năm 2017. Trước đó, xuất khẩu mì ăn liền của Hàn Quốc lần đầu vượt ngưỡng 300 triệu USD vào năm 2017. Căn cứ mức tăng trưởng gần đây, giới chức Hàn Quốc dự báo xuất khẩu mì ăn liền trong cả năm 2018 chắc chắn sẽ vượt ngưỡng 400 triệu USD.

### Việt Nam

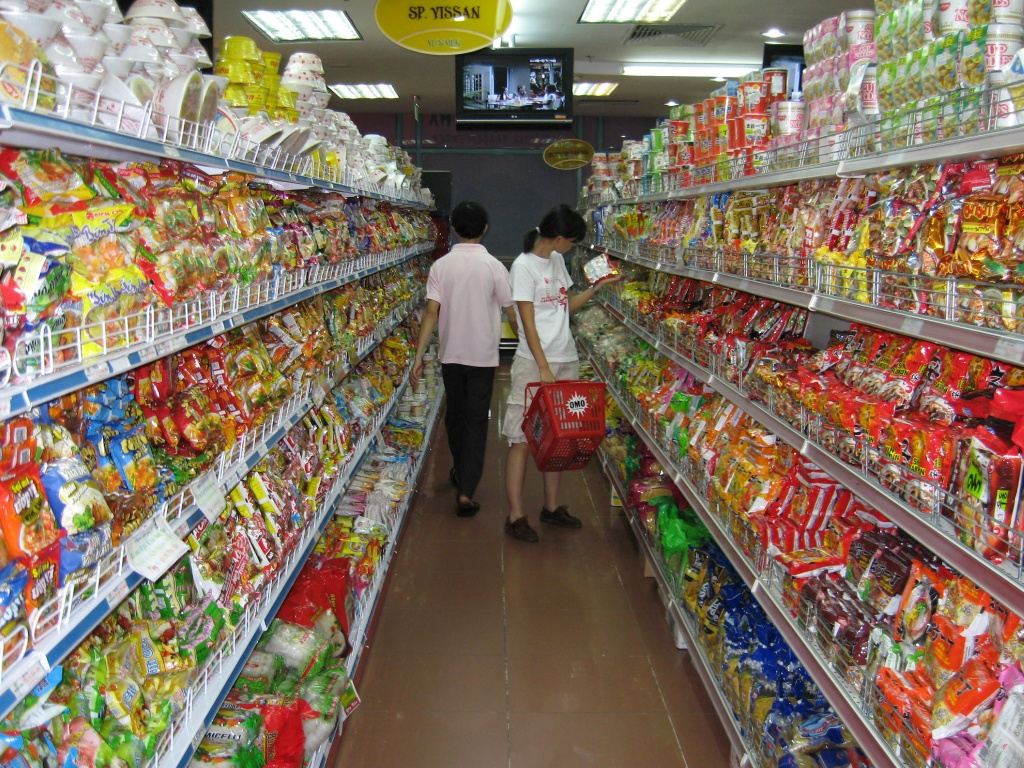
Khu bán các loại mì gói tại Thương xá Tax, Sài Gòn

Nhãn hiệu mì ăn liền "3 miền".

Mì ăn liền phổ biến ở Việt Nam, ở đây thường được ăn như một món ăn sáng. Tiêu thụ bình quân đầu người năm 2019 là 56,9 khẩu phần mỗi năm. Cả mì từ sợi gạo và bột mì đều phổ biến. Acecook Việt Nam, Masan Food và AsiaFoods là những nhà sản xuất mì ăn liền hàng đầu.
Báo cáo năm 2019 của Hiệp hội Mì ăn liền thế giới (WINA) cho thấy, mỗi năm có xấp xỉ 100 tỷ gói mì được tiêu thụ trên toàn thế giới. Còn theo số liệu của Euromonitor, giá trị của mì gói tiêu thụ trên toàn cầu trong những năm gần đây đã tăng với tốc độ gần 40%, từ 44 tỷ USD (năm 2013) lên 61 tỷ USD (2017). Riêng tại Việt Nam, theo các nghiên cứu thống kê của WINA thì việc sản lượng tiêu thụ mì tăng là do đã có sự tham gia mạnh mẽ của nhiều doanh nghiệp trong và ngoài nước, mang đến nhiều sản phẩm đa dạng cho người tiêu dùng.
Theo một báo cáo được công bố mới đây của Kantar Worldpanel về thị trường mì ăn liền Việt Nam trong 2 quý đầu năm 2019, bình quân khối lượng tiêu thụ mì ăn liền tính trên đầu người mỗi năm tại khu vực nông thôn lên đến 56 gói; ở Thành phố Hồ Chí Minh, Hà Nội, Đà Nẵng và Cần Thơ là 36 gói. Đáng chú ý, có đến 90% hộ gia đình Việt Nam sử dụng thực phẩm này và bình quân cứ 2 ngày, thị trường lại đón nhận thêm một thương hiệu mì ăn liền mới. Về giá cả, các nghiên cứu của Kantar Worldpanel cũng chỉ ra, tại kênh chợ truyền thống người tiêu dùng bình quân mua sản phẩm này với giá 4.200 đồng/gói. Trong khi đó, tại cửa hàng tiện lợi và đại siêu thị, họ chấp nhận mua với giá lần lượt là 5.300 đồng và 5.500 đồng/gói. Thêm vào đó, giá thành chỉ từ mức 3.500 đồng/gói trở lên cũng là một yếu tố giúp sản phẩm được phần đông người tiêu dùng chọn lựa.
Tháng 3 năm 2019, UNIBEN (được biết đến với sản phẩm 3 Miền và Reeva) đã khánh thành thêm một nhà máy sản xuất mới tại Khu công nghiệp Việt Nam - Singapore 2 (Bình Dương). Như vậy, chỉ trong 3 năm trở lại đây, DN này đã đầu tư gần 2.000 tỷ đồng để xây dựng thêm 2 nhà máy tại Việt Nam. Khi hoạt động hết công suất, mỗi nhà máy có thể cung cấp trên 1,2 tỷ đơn vị sản phẩm/năm cho cả thị trường nội địa và xuất khẩu.
Các doanh nghiệp khác như Acecook Việt Nam (mì Hảo Hảo), Masan Consumer (mì Omachi, Kokomi) và Asia Foods (mì Gấu Đỏ)… cũng liên tục cho ra thị trường những sản phẩm mới, mang tính cạnh tranh cao và có giá cả phù hợp cho số đông người tiêu dùng.
Thương hiệu mì ăn liền Hảo Hảo xuất hiện lần đầu tiên vào năm 2000 bởi công ty Acecook Việt Nam, một nhà sản xuất mì ăn liền đến từ Nhật Bản. Năm 2018, Hảo Hảo đã đạt kỷ lục là mì ăn liền được tiêu thụ nhiều nhất tại Việt Nam trong 18 năm (từ năm 2000 - 2018), với hơn 20 tỉ gói mì ăn liền được phục vụ người tiêu dùng. Cùng với việc 2 năm liên tiếp ghi tên vào top 1 "Thương hiệu thực phẩm được chọn mua nhiều nhất" tại Việt Nam.

## Văn hóa đại chúng
Năm 1975, Colusa do Công ty thực phẩm Sài Gòn sản xuất là một trong những thương hiệu mì ăn liền đầu tiên tại Việt Nam, sau này được ghép thêm tên Miliket thành Colusa - Miliket (thường gọi là Miliket). Nhắm vào phân khúc giá rẻ, bình dân, đặc biệt là khu vực nông thôn, Miliket có mặt trong gian bếp ở hầu khắp các gia đình. Hình ảnh hai con tôm chụm đầu vào nhau in ngoài bao bì đã trở thành biểu tượng, thành thói quen in vào trong nếp sống hằng ngày của mỗi người dân. Trên vỏ gói mì in hình bao nhiêu con tôm thì người ta gọi tên theo từng ấy con. Bởi vậy mới có mì hai tôm, mì bốn tôm (mì ký - bán theo kg với hình ảnh bốn con tôm trên mỗi túi 1 ký).
Khởi nguồn hình thành nên danh từ "mì tôm" tại Việt Nam, thương hiệu mì ăn liền Colusa - Miliket với biểu tượng hai con tôm đã trở thành một mảnh ký ức của thế hệ những người sinh ra, trưởng thành trong giai đoạn thập niên 80 - 90 thế kỷ trước.
Trong tác phẩm Cho tôi xin một vé đi tuổi thơ của nhà văn Nguyễn Nhật Ánh có đoạn: "Hồi đó, tôi chỉ thích có ba món: mì gói, mì gói và dĩ nhiên mì gói. Là cái thứ mà nếu bắt gặp tôi ôm trong người thế nào mẹ tôi cũng giằng khỏi tay tôi, kể cả bằng biện pháp bạo lực hoàn toàn trái với bản tính hiền lành của bà. Tóm lại, muốn ăn mì gói tôi phải trốn qua nhà con Tí sún, nhờ nó nấu giùm. Gọi nấu mì là gọi cho oai, chứ thực ra chỉ là nấu một ấm nước sôi. Con Tí sún chỉ bỏ mì vô tô, sau đó bỏ thêm các bịch gia vị có sẵn rồi chế nước sôi vào".
Tên gọi "mì ăn liền" ngoài việc chỉ một sản phẩm thực phẩm thì ở Việt Nam còn được dùng để chỉ về những bộ phim, ca khúc được công diễn mà không có nhiều giá trị nghệ thuật, dấu ấn trong lòng khán giả, những bộ phim, ca khúc chạy theo doanh thu, thời vụ và không có sức sống, sức ảnh hưởng lâu dài. Đây là tên gọi có tính phê bình.
Không chỉ dùng để châm biếm những bộ phim, ca khúc kém chất lượng mà tên gọi "mì ăn liền" còn dùng để chỉ những người không chịu chủ động, dấn thân, muốn những cái xài được liền và có kết quả tức thì mà không muốn hoặc không cần đào tạo bài bản.